# Far (film)
 For alternative betydninger, se Far. (Se også artikler, som begynder med Far)
Far er en dansk kortfilm fra 2012 instrueret af Per Dreyer.

## Handling
Det er juleaften, og børnene glæder sig til, at far kommer med gaver. Men noget er galt. Far har en masse frostpizzaer med, han er usædvanligt opsat på at have sex med mor, og lejligheden har ingen vinduer.

## Medvirkende
- Stefania Omarsdottir, Moderen
- Claus Bue, Faderen
- Igor August Svideniouk Egholm, Sønnen
- Silja Byske, Datteren